# NGC 361
NGC 361 (również ESO 51-SC12) – gromada otwarta znajdująca się w gwiazdozbiorze Tukana. Odkrył ją James Dunlop 6 września 1826 roku. Gromada ta znajduje się w Małym Obłoku Magellana.